# Зеніт-прилад
Зені́т-при́лад (рос. зенит-прибор, англ. zenith-apparatus, нім. Zenit-Apparat m, Zenit-Gerät n) — прилад вертикального (прямовисного) візування; застосовується при будівництві споруд для передачі планових координат з одного монтажного горизонту на інший, а також для контролю вертикальності конструкції при будівництві висотних об'єктів; наприклад, у гірничій практиці зеніт-прилад використовується при будівництві баштових копрів. Існують модифікації зеніт-приладів з рівнем та з компенсатором. 3-п. з рівнем складається з ламаної зорової труби зі спрямованою вгору візирною лінією, двох взаємно перпендикулярних високоточних рівнів і підставки з оптичним центриром. У 3-п. з компенсатором використовують серійно виготовлені високоточні нівеліри з компенсаторами, що пристосовані для візування вгору (прилад PZL підприємства К. Цейс, Єна, ФРН, вітчизняні прилади ОЦП, зеніт ОЦП, ПОВП і інші). Візування 3-п. виконується на координатну палетку, що закріплюється на монтажному горизонті, при чотирьох положеннях труби приладу. За цими відліками обчислюють координати х, у, за якими спроектовану точку вертикалі наносять на палетку.
Як зеніт-прилад може бути використано і лазерний промінь з оптичною системою у вигляді зорової труби нівеліра з компенсатором, який спрямовує лазерний промінь в зеніт при забезпеченні візуальної та фотоелектричної індикації його осі на монтажному горизонті.